# 博劳
博劳，是西班牙阿拉贡自治区韦斯卡省的一个市镇。总面积42平方公里，总人口74人（2001年），人口密度2人/平方公里。